# 2000 FY53
2000 FY53, também escrito como 2000 FY53, é um objeto transnetuniano (TNO) que está localizado no cinturão de Kuiper, uma região do Sistema Solar. Este corpo celeste é classificado como um plutino, pois, o mesmo está em uma ressonância orbital de 2:3 com o planeta Netuno. Ele possui uma magnitude absoluta (H) de 8,9 e, tem um diâmetro estimado com cerca de 73 km.

## Descoberta
2000 FY53 foi descoberto no dia 31 de março de 2000 pelos astrônomos C. A. Trujillo, S. S. Sheppard e D. C. Jewitt.

## Órbita
A órbita de 2000 FY53 tem uma excentricidade de 0.259 e possui um semieixo maior de 39.299 UA. O seu periélio leva o mesmo a uma distância de 29.114 UA em relação ao Sol e seu afélio a 49.485.